# Monarcômacos
A expressão monarcômacos (português brasileiro) ou monarcómacos (português europeu) tornou-se o termo de referência para aqueles que combatiam o absolutismo monárquico e a tirania dos soberanos. Ela é aplicada primeiramente aos escritos e, por extensão, aos seus escritores. Essa diferenciação conceitual é importante, haja vista o fato de que nem todos os autores monarcômacos tiveram sua prática centralizada na completa teoria que defendiam em suas obras.

## Origem
William Barclay, quando utilizou a expressão que designou os monarcômacos em 1600, incluiu os ‘tratados’ de Philippe Du Plessis-Mornay (Vindiciae Contra tyrannos, 1579), George Buchanan (De jure regni apud scotos, 1578) e Jean Boucher (De justa Heinrici III abdicatione, 1589), e também os ‘reliquos monarchomacos’, que são Franco-Gallia e Reveille Matin des François et de leurs Voisins. É interessante observar que, embora sua escolha tenha partido das obras e não dos autores, ele incluiu um francês católico (Boucher), um britânico calvinista (Buchanan) e três huguenotes: um constitucionalista (François Hotman), um panfletário (Eusebe Philadelphe) e um contratualista (Brutus [Mornay]). Assim, percebe-se que seu critério não tinha base regional nem confessional, mas política, jurídica e filosófica.
Ainda que alguns autores, como Barclay no final do século XVI e Giesey, já no século XX, fixaram-se no que foi escrito após a Saint-Barthélemy para a definição dessa categoria de escritos, o que se percebe é que desde o início das reflexões sobre o tema há variações temporais, políticas e filosóficas na percepção e classificação dessas obras, assim chamadas monarcômacas. O catálogo de Georg Willer, um dos livreiros que iam duas vezes por ano a Frankfurt nas feiras do outono e da primavera para expor e vender seus livros, classificou as obras hoje tidas como monarcômacas de acordo com o seguinte critério de agrupamento: colocou a Franco-Gallia (Hotman) e o Reveille-Matin entre os tratados de história e geografia. O De Jure Magistratum (Bèze) foi classificado entre as obras de Direito e o De Jure Regni Apud Scotos, de George Buchanan, foi catalogado entre as obras filosóficas.
Jean Pappus, que compôs em Estrasburgo por volta de 1600 o Catalogus Librorum Bibliothecae Argentinensis, inclui igualmente na categoria de história o Les Dialogi de Eusébio Philadelphe e a Franco-Gallia, de Hotman. O livro de Eusébio era bastante conhecido como uma obra que visava apenas polemizar com a igreja.
Touchard (1970) afirma que todos os monarcômacos eram de fé calvinista (p. 49), mas ao generalizar ele se equivoca por basear-se apenas nos escritos mais representativos. Um estudo mais acurado a partir dos grandes comentadores e pesquisadores do tema indica-nos que alguns desses autores também eram católicos.

## Classificação
há três grupos maiores de escritos monarcômacos, sendo que dois são protestantes e um é católico. Cronologicamente, o primeiro grupo é formado pelos calvinistas britânicos, e embora não desfrutem entre os eruditos do mesmo destaque dos franceses, são os precursores da teoria da resistência radical. Seus principais representantes são: A Short Treatise of Politic Power (1556), de John Ponet; How Superior Powers Ought to be Obeyed (1558), de Christopher Goodman; Summary of the Proposed Second Blast (1558), de John Knox e De Jure Regni Apud Scotos (1578), de George Buchanan.
O segundo grupo, formado pelos huguenotes franceses, é o mais citado e comentado pelos estudiosos das questões políticas do século XVI. Nele estão as obras mais representativas de todo o grupo dos monarcômacos com suas teses constitucionalistas, contratualistas e uma abordagem da resistência fundada no direito positivo e no direito natural: La défense civile et militaire des innocents et de l'Église de Christ (1563), de Luís de Condé; Franco-Gallia (1573), de François Hotman; Reveille-Matin (1573), de Eusebe de Philadelphe (pseudônimo); Du Droit des Magistrats (1574), de Théodore de Bèze; Le Politicien (1574); Paroles Politiques (1574), anônimos, e Vindiciae contra Tyrannos (1579), de Philippe Du Plessis-Mornay.
O terceiro grupo é formado pelos tratados católicos, que retomam as teses abordadas pelos grupos anteriores e adicionam o poder papal para aprovar ou depor o soberano. Esse grupo apresenta as seguintes obras de peso, cujos destaques ficam para os jesuítas Juan de Mariana e Francisco Suárez: De justa Henrici III abdicatione (1589), de Jean Boucher; De justa reipublicae Christianae in reges impios et haereticos authoritate (1592), de Guillaume Rose (William Rainolds); De rege et Regis Institutione (1600), de Juan de Mariana e Tractatus de legibus ac deo legislatore (1603), de Francisco Suárez.

## Características
No aspecto da ação político-filosófica Frank Viana Carvalho resume em cinco as ações e os objetivos dos monarcômacos nos seguintes pontos que se destacam em seus escritos: a defesa do direito dos povos com base no direito positivo e sobretudo no direito natural; o combate à monarquia absoluta e a defesa da limitação do poder real; a tentativa do estabelecimento de uma teoria contratual do Estado; a defesa da soberania do povo e, por último, o direito de resistência com o combate à tirania e a a possibilidade de deposição do tirano. (CARVALHO, 2002, p. 24). Seguindo a mesma linha, Paul-Alexis Mellet (2004) apresenta cinco critérios que devem estar presentes como um todo ou pelo menos em sua maioria para estabelecer um escrito como monarcômaco: o direito de resistência armada, a rejeição da tirania, a base contratual (o duplo contrato), a soberania do povo e seu direito de representação e a obediência condicional. (p. 13).
Todos os escritos anteriormente mencionados encaixam-se nesse perfil, pois são uma contraposição ao sistema político pelos opositores das autoridades vigentes. Como houve no final do século XVI uma mudança política que estabeleceu melhores condições para os protestantes, os católicos retomaram e insistiram nos argumentos que foram primeiramente utilizados pelos reformados. Hauser (1912), porém, afirma que os escritos protestantes, monarcômacos ou não, têm “notória superioridade” sobre os escritos católicos do século XVI. (p. 21-22). Isso é compreensível se considerarmos o destaque que os comentadores dão aos monarcômacos huguenotes – não se pode esquecer, é claro, que, dos três grupos, este foi o mais fortemente atacado e vilipendiado. Talvez por este motivo, excetuando-se a Franco-Gallia, todas as outras obras eram anônimas ou utilizavam pseudônimos.
Embora todos esses que foram mencionados acima possam ser considerados como os primeiros a se valerem do direito natural no combate ao absolutismo, eles não tinham concepções homogêneas e alguns se valiam também do direito positivo para justificar suas idéias. Conquanto possa parecer à primeira vista o contrário, o argumento monarcômaco sempre teve fundamentação política e social e, em menor grau, religiosa.
No caso dos huguenotes, eles já estavam resistindo desde a década de 1550 – portanto, buscaram apenas legitimar algo que já estavam fazendo. O massacre de 1572 (Noite de São Bartolomeu), sendo-lhes tão traumático, compungiu-os a se concentrar com afinco numa teoria que resultou bem fundamentada. Isso por si só quase que explicaria toda a riqueza de sua argumentação. Não que ela fosse completamente perfeita ou irrefutável, mas certamente foi a mais bem elaborada de todo o grupo monarcômaco.
Dentre todos os monarcômacos, a ênfase realmente recai sobre os huguenotes franceses. Nesse grupo há obras que se destacam sobremaneira das demais. Entre as obras que surgiram após 1572, um pequeno número conseguiu ultrapassar as questões político-religiosas e realizar uma abordagem sistematizada de temas mais universais da manifestação política do poder. Dessa forma, conseguirá superar em muito o âmbito da controvérsia então desenvolvida e lançar uma renovada visão em aspectos estruturais dos regimes de governo.
Após exaustiva análise com base em literatura especializada Frank V. Carvalho afirma que estas obras que são as três principais do período: Franco-Gallia, de François Hotman, Du Droit des Magistrats, de Théodore de Bèze, e Vindiciae contra Tyrannos, de Philippe Du Plessis-Mornay. Paul Méaly (1903) afirma que esses três livros são “verdadeiros tratados de ciência política, (…) obras teóricas de um interesse universal e permanente” e completa: são “as três mais importantes por seu valor, por sua audácia, e pela gravidade das conseqüências que trouxeram”. (p. 163 e 167). Ralph Giesey (1970), outro importante estudioso desses escritos revolucionários, em referência às três obras, nomeou Hotman, Bèze e Mornay de ‘triunvirato monarcômaco’. (p. 41).
No Brasil, as pesquisas sobre os monarcômacos tiveram início em 1960, com José Olegário Ribeiro Castro, na tese ‘O contratualismo ideológico das Vindiciae Contra Tyrannos’ (Belo Horizonte: Universidade de Minas Gerais). Há citações e comentários em diferentes pesquisadores, mas a grande ênfase foi dada com os estudos de mestrado e doutorado de Frank Viana Carvalho sobre os revolucionários huguenotes, com a tese 'O Pensamento político monarcômaco: da limitação do poder real ao contratualismo' (FFLCH, Universidade de São Paulo, 2008).
Fonte Principal das informações deste artigo:
CARVALHO, Frank Viana. O Pensamento Político Monarcômaco: da limitação do poder real ao contratualismo' (FFLCH, Universidade de São Paulo, 2008), p. 21 a 25.